# Židovský hřbitov v Miroticích
Židovský hřbitov v Miroticích založený roku 1681 se nachází asi 400 m severně od náměstí M. Alše na severním okraji města v části Neradov za řekou Lomnicí. Je chráněn jako kulturní památka České republiky.
Na hřbitově o rozloze 3417 m2 se do dnešních dní dochovalo přibližně 250 náhrobků. Nejstarší z nich je údajně datován rokem 1647. V areálu židovského hřbitova stojí márnice, v níž se dochovaly rakev a máry. Poslední pohřeb zde proběhl roku 1946.
Mirotická židovská komunita přestala existovat podle zákona z roku 1890. Do okupace se o hřbitov starala židovská obec v Březnici.

## Galerie

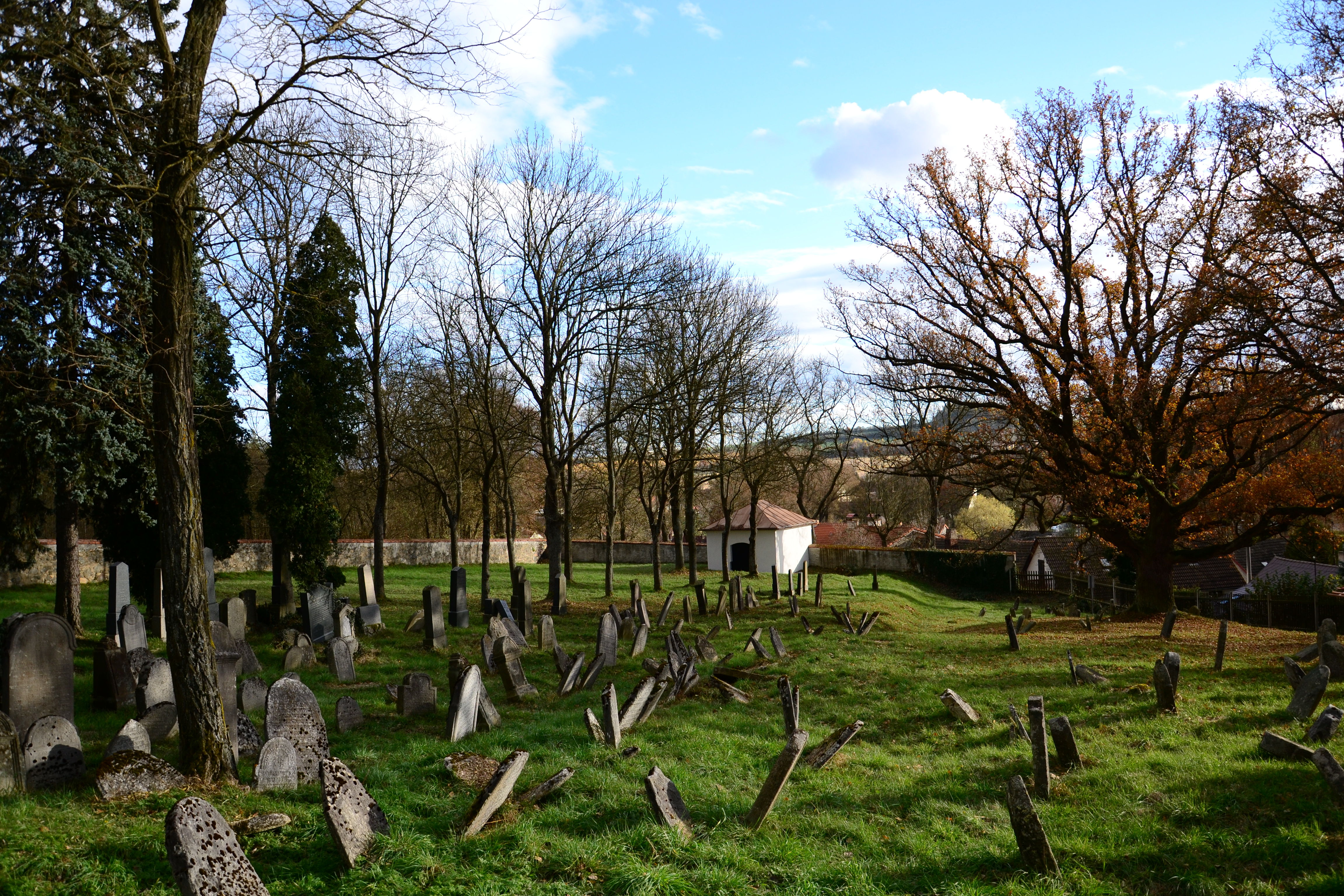
Židovský hřbitov v Miroticích
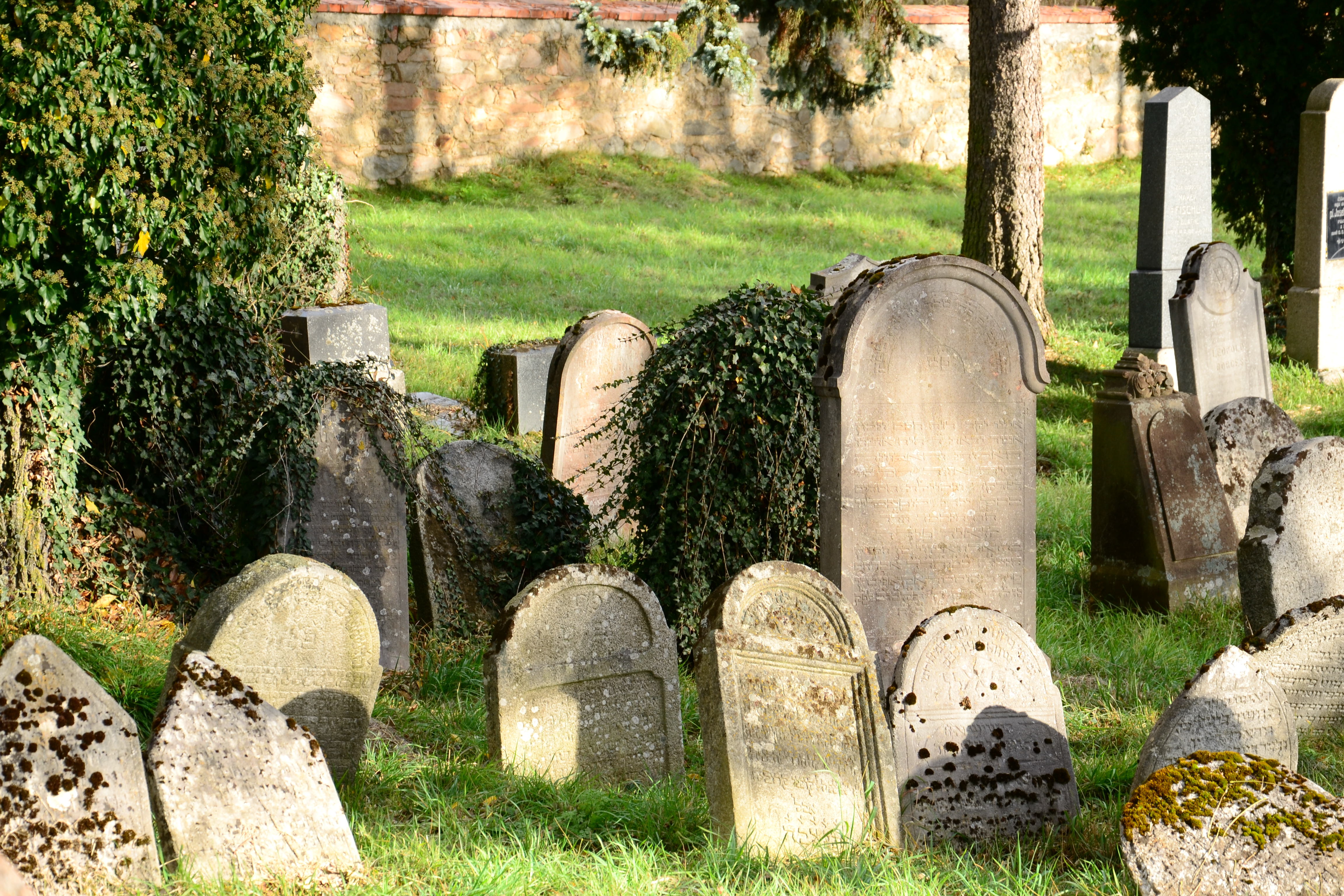
Židovský hřbitov v Miroticích, náhrobní kameny
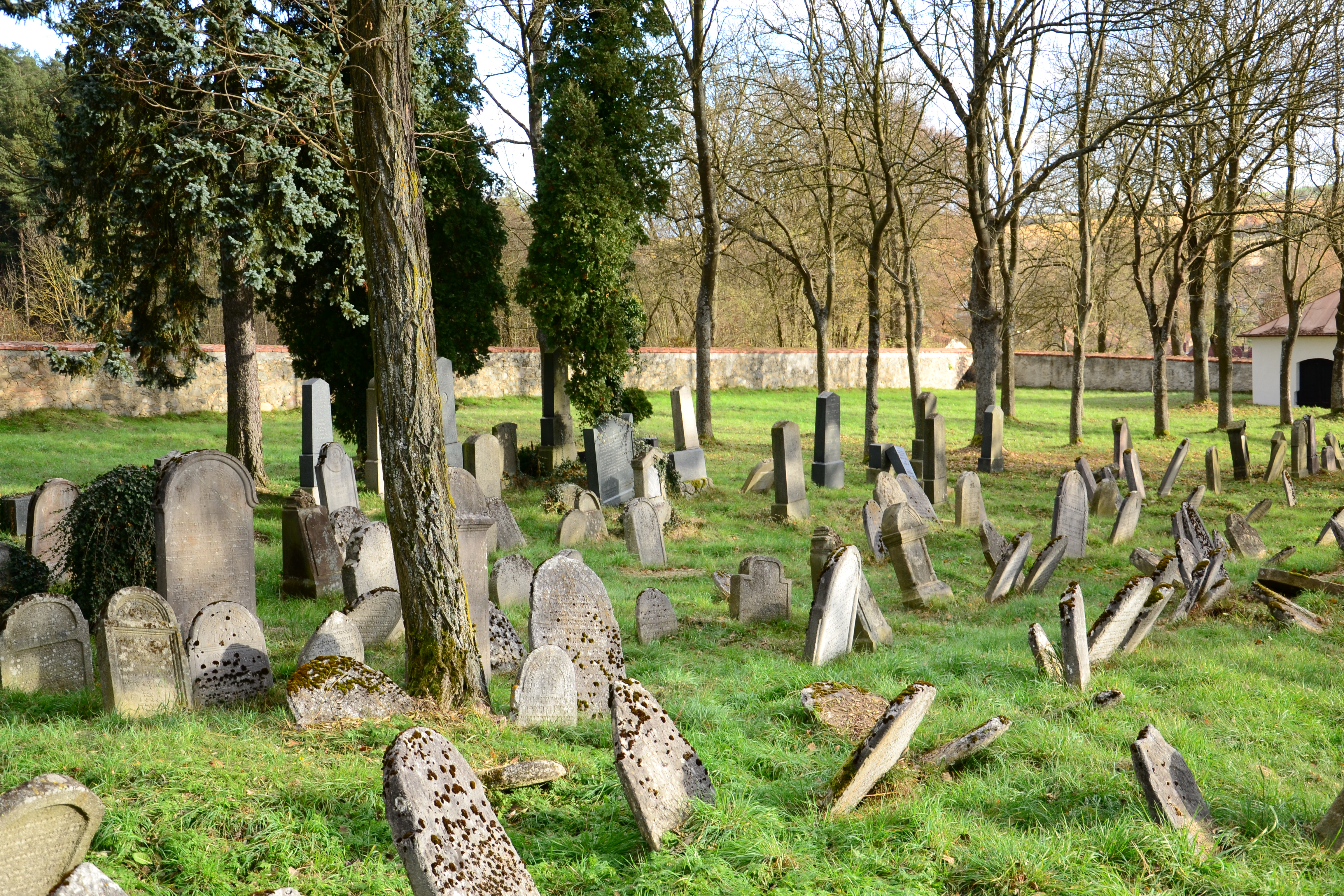
Židovský hřbitov (Mirotice)
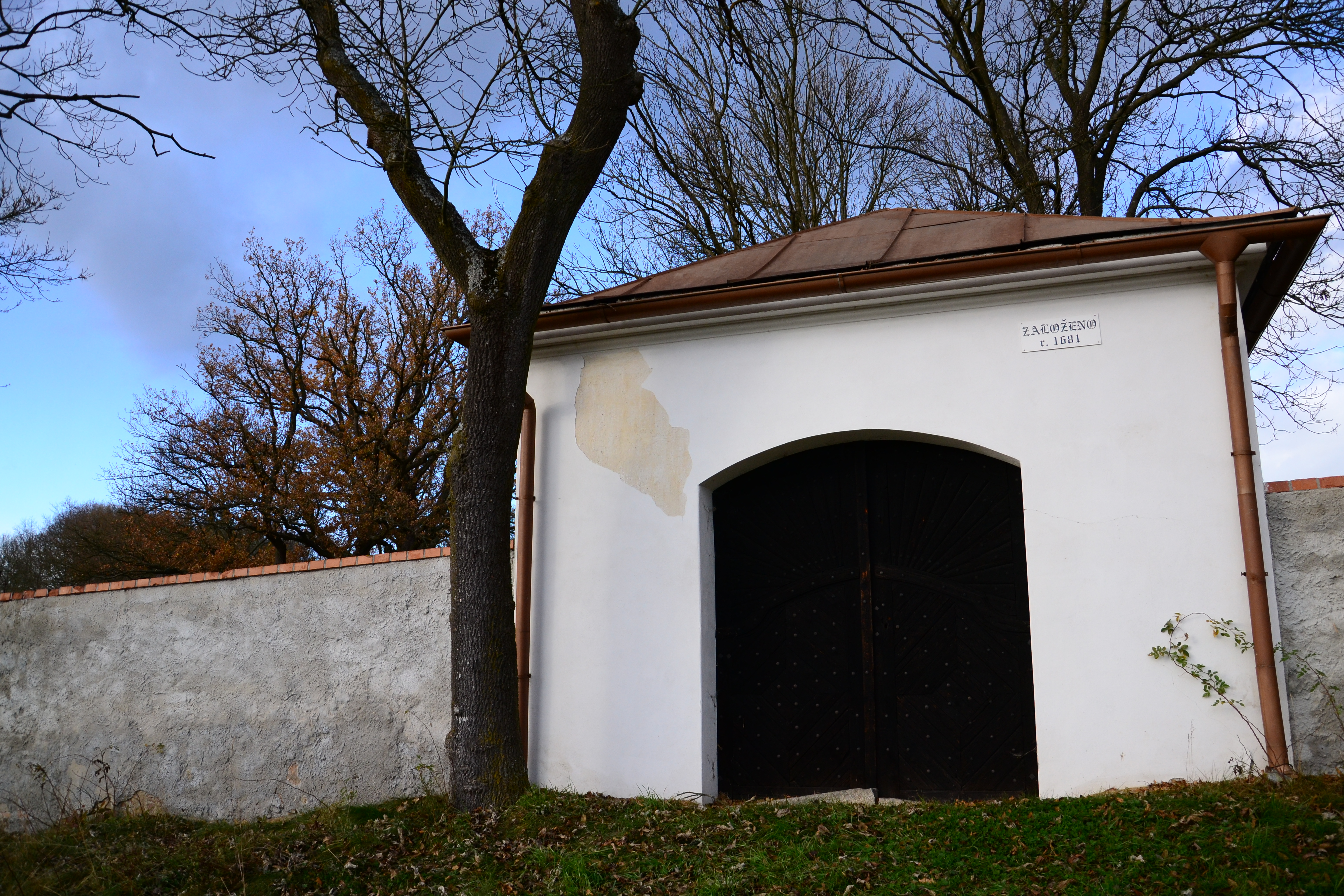
Máry na žid. hřbitově v Miroticích
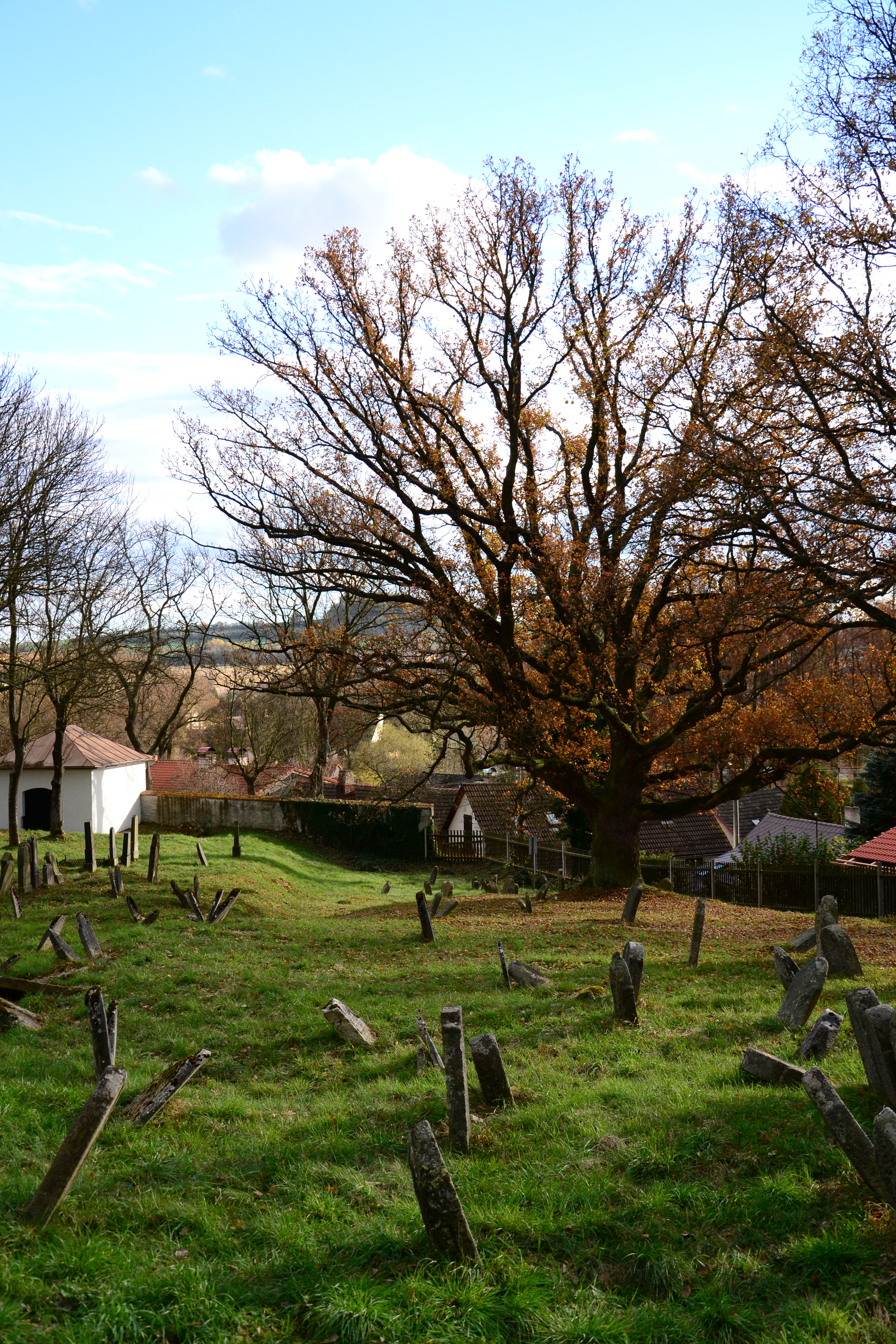
Dub na židovském hřbitově
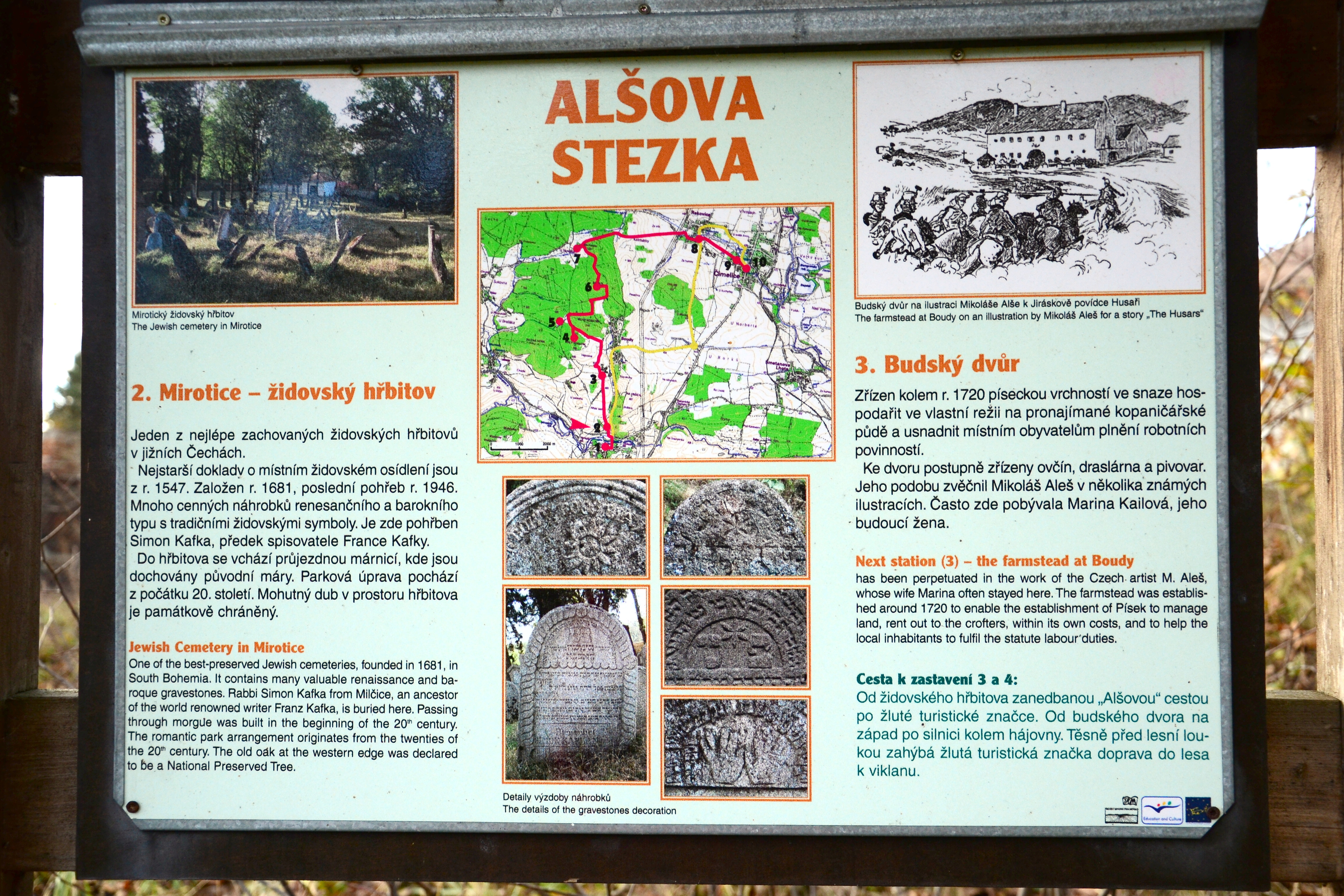
Alšova stezka (Mirotice)